# Lekvattnets socken
Lekvattnets socken i Värmland ingick i Fryksdals härad, ingår sedan 1971 i Torsby kommun och motsvarar från 2016 Lekvattnets distrikt.
Socknens areal är 197 kvadratkilometer varav 189 land. År 2000 fanns här 368 invånare. Kyrkbyn Lekvattnet med sockenkyrkan Lekvattnets kyrka ligger i socknen.   

## Administrativ historik
Socknen bildades 1851 genom utbrytning ur Fryksände och Östmarks socknar.
Vid kommunreformen 1862 övergick socknens ansvar för de kyrkliga frågorna till Lekvattnets församling och för de borgerliga frågorna bildades Lekvattnets landskommun. Landskommunen inkorporerades 1952 i Fryksände landskommun som 1967 uppgick i Torsby landskommun som 1971 ombildades till Torsby kommun.
1 januari 2016 inrättades distriktet Lekvattnet, med samma omfattning som församlingen hade 1999/2000.  
De indelta soldaterna tillhörde Värmlands regemente.

## Geografi
Lekvattnets socken ligger kring Rottnan, nordväst om Torsby och vid gränsen till Norge. Socknen är en kuperad sjörik skogsbygd. Längs Rottnan finns en spridd dalgångsbebyggelse och i skogsmarkerna främst höjdbebyggelse.
Lekvattnet tillhör de mest utpräglade finnbygderna.

## Fornlämningar
Boplatser och fångstgropar från stenåldern har påträffats.

## Namnet
Namnet skrev 1649 Lekewatn kommer från en gård där kyrkan ligger. Namnet kommer troligen från sjön Lekvattnet vars förled lek troligen syftar på vattnets rörelse.

## Befolkningsutveckling
| Befolkningsutvecklingen i Lekvattnets socken 1860–1990        | Befolkningsutvecklingen i Lekvattnets socken 1860–1990 | Befolkningsutvecklingen i Lekvattnets socken 1860–1990 | Befolkningsutvecklingen i Lekvattnets socken 1860–1990 | Befolkningsutvecklingen i Lekvattnets socken 1860–1990 |
| ------------------------------------------------------------- | ------------------------------------------------------ | ------------------------------------------------------ | ------------------------------------------------------ | ------------------------------------------------------ |
|                                                               |                                                        |                                                        |                                                        |                                                        |
| År                                                            |                                                        |                                                        | Folkmängd                                              |                                                        |
| 1860                                                          | 1860                                                   |                                                        | 1 438                                                  |                                                        |
| 1870                                                          | 1870                                                   |                                                        | 1 420                                                  |                                                        |
| 1880                                                          | 1880                                                   |                                                        | 1 281                                                  |                                                        |
| 1890                                                          | 1890                                                   |                                                        | 1 073                                                  |                                                        |
| 1900                                                          | 1900                                                   |                                                        | 1 016                                                  |                                                        |
| 1910                                                          | 1910                                                   |                                                        | 753                                                    |                                                        |
| 1920                                                          | 1920                                                   |                                                        | 770                                                    |                                                        |
| 1930                                                          | 1930                                                   |                                                        | 849                                                    |                                                        |
| 1940                                                          | 1940                                                   |                                                        | 800                                                    |                                                        |
| 1950                                                          | 1950                                                   |                                                        | 763                                                    |                                                        |
| 1960                                                          | 1960                                                   |                                                        | 669                                                    |                                                        |
| 1970                                                          | 1970                                                   |                                                        | 515                                                    |                                                        |
| 1980                                                          | 1980                                                   |                                                        | 430                                                    |                                                        |
| 1990                                                          | 1990                                                   |                                                        | 396                                                    |                                                        |
| Anm: Källor: Demografiska databasen, CEDAR, Umeå universitet. |                                                        |                                                        |                                                        |                                                        |